# Isidor Gunsberg
Isidor Arthur Gunsberg (2 de novembro de 1854 – 2 de maio de 1930) foi um proeminente enxadrista profissional do final do século XIX e jornalista. Também é conhecido por ter operado o autômato Mephisto e ter sido o desafiante ao título mundial de xadrez em 1890.

## Carreira
Gunsberg iniciou sua carreira enxadrística operando o autômato Mephisto em Londres e por volta dos 25 anos decidiu prosseguir com sua carreira participando em torneios de alto nível. Em 1885, impressionou o mundo do xadrez ao vencer o torneio internacional de Hamburgo ficando a frente de grandes enxadristas da época como Blackburne, Tarrasch, Englisch, Mason, Weiss e Mackenzie. No ano seguinte venceu novamente Blackburne e Bird e em 1887 dividiu o primeiro lugar do fortíssimo torneio internacional de Londres com Burn ficando a frente de Zukertort.
Steinitz havia decidido que aceitaria como desafiante o vencedor do 6º Congresso Americano de Xadrez e após a recusa dos vencedores, Chigorin e Max Weiss, Gunsberg que havia ficado em terceiro lugar aceitou o desafio do campeão. A disputa do título ocorreu em Nova Iorque e depois de 19 partidas Steinitz confirmou sua superioridade sobre Gunsberg vencendo-o por 6+9=4-.
Gunsberg foi um dos jornalistas que mais editou colunas sobre xadrez em todos os tempos e foi um dos poucos que conseguiu viver em função do jogo na época. Ele também organizou vários torneios sendo um dos mais importantes o de Ostend em 1906 onde a carreira de Akiba Rubinstein foi lançada.

## Principais resultados em torneios
| Data | Local            | Colocação | Observações                                                                                 |
| ---- | ---------------- | --------- | ------------------------------------------------------------------------------------------- |
| 1889 | Nova Iorque 1889 | 3         | Vencido por Max Weiss, com Mikhail Chigorin em segundo e Joseph Henry Blackburne em quarto. |
| 1904 | Monte Carlo 1904 | 4         | Vencido por Geza Maroczy, Carl Schlechter em segundo e Frank Marshall em terceiro.          |